# Loxostomina
Loxostomina es un género de foraminífero bentónico de la subfamilia Siphogenerinoidinae, de la familia Siphogenerinoididae, de la superfamilia Buliminoidea, del suborden Buliminina y del orden Buliminida. Su especie tipo es Bolivina mayori. Su rango cronoestratigráfico abarca desde el Eoceno hasta la Actualidad.

## Discusión
Clasificaciones previas incluían Loxostomina en el suborden Rotaliina del orden Rotaliida.

## Clasificación
Loxostomina incluye a las siguientes especies:
- Loxostomina africana
- Loxostomina agasaensis
- Loxostomina albatrossi
- Loxostomina amygdalaeformis
- Loxostomina barkeri
- Loxostomina bradyi
- Loxostomina costatapertusa
- Loxostomina costulata
- Loxostomina hancocki
- Loxostomina limbata
- Loxostomina lineata
- Loxostomina lingularia
- Loxostomina mayori
- Loxostomina porrecta
- Loxostomina rostrum
- Loxostomina subangularis